# شيشبرك
شيش برك أو شُشْبَرَك أو آذان الشايب (بالإنجليزية: Joshpara) هو طبق مشهور في بلاد الشام وشمال المملكة العربية السعودية، والحجاز، وآسيا الوسطى، وجنوب القوقاز والشرق الأوسط. يعود أصله إلى دولة أوزبكستان. يُصنع من مربعات عجين القمح غير المخمر، ويُحشى باللحم المفروم والتوابل.

## أصل التسمية
جوش يعني الغليان، أما بارا فهو مصطلح فارسي مبكر ويعني القليل. كانت هذه الكلمة شائعة الاستخدام قبل القرن العاشر، و استبدلت لاحقًا بالاسم الفارسي الحديث غوش إي باريه، والذي يعني أذن الحمل. هناك العديد من الاختلافات في الاسم في اللغات الأخرى بما في ذلك الأذربيجانية (إنزال، أو داشبارا)، البشكيرية (سازبارا، أو سوسبارا) الكازاخية (تزبارا، أو ذوزبرا )، القرغيزية (ششبر، أو شوشبرا)، الطاجيكية (ذوزبيرا، أو ثوزبير)، الأوزبكية (زلابية) و الأويغور (چۆچۈرە، تشوشورا). الكلمة العربية شيشبرك أو شوشبرك يُعتقد أنها مشتقة من جوشبارا في عصور ما قبل الإسلام.
نظرية أخرى حول أصل الكلمات هي أن الكلمة تأتي من الكلمة التركية (داشdüşbərə ). الكلمات توش و داش تعني ممتلئ وينسكب، و "بيرك تعني طعام (أطباق مصنوعة من العجين). يشير هذا إلى حقيقة أنه يجب إضافة(داش düşbərə ) عندما يغلي الماء وينسكب خارج القدر.

## الطبق في وصفات مختلفة

### الوصفة في المطبخ التركي والفارسي
هذا الطبق موجود في المأكولات الأذربيجانية والإيرانية والطاجيكية والأوزبكية والأويغورية وغيرها من مطابخ آسيا الوسطى. عجينة تشوتشفارا أو توشبيرا في آسيا الوسطى مصنوعة من الدقيق والبيض والماء والملح. يتم لفها إلى طبقة رقيقة، وتقطيعها إلى مربعات. توضع قطعة من حشوة اللحم المتبلة بالبصل المفروم والفلفل الأسود والملح والزعتر في وسط كل مربع، وتُقرص زوايا الزلابية وتُطوى. تُسلق الزلابية في مرق اللحم حتى ترتفع إلى السطح. يمكن تقديم تشوتشفارا في حساء صافٍ أو بمفرده، مع الخل أو الصلصة المكونة من الخضار المفرومة جيدًا والطماطم والفلفل الحار. هناك طريقة شائعة أخرى لتقديم تشوتشفارا وتوضع فوق الزلابية سيوزما ( قاطق مصفى ) أو سميتانا ( كريمة حامضة ). يُعرف الأخير بالنمط الروسي.
في أذربيجان الزلابية أصغر حجمًا والعجين أكثر سمكًا. الشيشبرك عادة ما تكون مصنوعة من العجين (دقيق القمح والبيض والماء) ولحم الضأن والبصل والخل والنعناع المجفف والفلفل والملح. يتم تحضير الطبق إما بالماء أو مرق اللحم. يمكن استبدال لحم الضأن باللحم البقري، أو حتى بالدجاج. ويصنع المرق من عظام لحم الضأن، ويتم تحضير اللحم المفروم مع البصل والبهارات. تُلف العجينة بعد ذلك، وتُقطع إلى مربعات صغيرة، وتُحشى باللحم المفروم. يتم لف المربعات مثل المثلثات ويتم لصق الحواف معًا لتكوين أشكال على شكل صدفة. تُضاف الزلابية إلى الماء المغلي المملح وتُطهى حتى تظهر الزلابية على السطح. يتم تقديمها مع رش النعناع المجفف. يضاف الخل الممزوج بالثوم المبشور أو يقدم بشكل منفصل حسب الرغبة. 5-8 الملعقة؛ تتناسب عادةً مع كمية الطبخة ومع ذلك، في المناطق الريفية في أبشرون، فهي صغيرة مصنوعة بحيث يمكن للملعقة أن تستوعب بما يكفي ما يصل إلى 20 شخصًا

## الوصفة في المطبخ العربي
يُحضر الشيشبرك في العراق والأردن ولبنان وفلسطين وسوريا والحجاز والمنطقة الشمالية من المملكة العربية السعودية. بعد حشوها باللحم البقري المفروم والبهارات، تُطهى قطع العجين الرقيقة في الصلصة الخاصة بها وتقدم ساخنة في الزبادي. ، ظهرت وصفة الششبرك في كتب الطبخ العربي في دمشق من القرن الخامس عشر، فهي جزء من المطبخ العربي لعدة قرون.

### الوصفة مع الزبادي

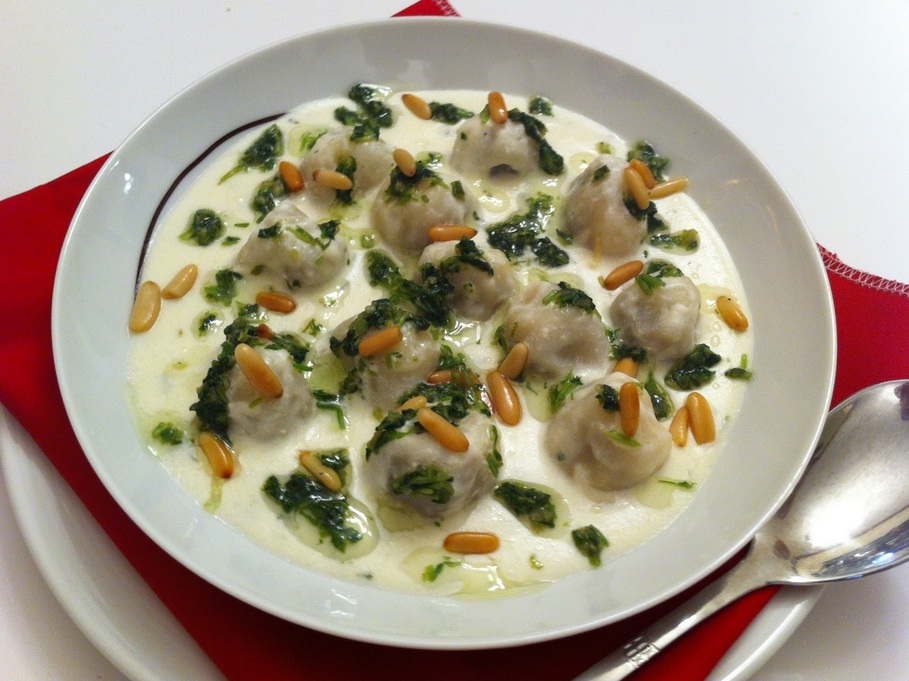
وصفة الشيشبرك مع الزبادي.

### الوصفة مع الزبادي[12]

#### المكونات
- العجين: دقيق، ماء، ملح الطعام.
- الحشو: لحم مفروم، بصل، زيت نباتي، ملح الطعام، قرفة.
- الزبادي: زبادي، ثوم، ماء، ملح الطعام، نشا الذرة.
- التقديم: كزبرة، ثوم، زيت نباتي.

#### طريقة التحضير
تُخلط مكونات العجين معًا حتى تتشكل عجينة ناعمة. ويُقلى البصل في الزيت على النار حتى يذبل، ثم يُضاف اللحم ويُطهى حتى ينضج. يُضاف الملح والقرفة ويُقلب الخليط جيدًا. يُفرد العجين رقيقًا جدًا ثم يُقطع إلى دوائر صغيرة. توضع كمية صغيرة من خليط اللحم في كل دائرة، ثم يُطوى العجين وتُغلق الجوانب بإحكام. توضع حبات الشيشبرك في صينية وتُدهن بالزيت، ثم تُخبز في الفرن حتى تكتسب اللون الذهبي.
تُخلط جميع مكونات الزبادي في قدر طبخ على نار متوسطة وتُطهى مع التحريك المستمر. بعد أن يغلي الخليط، تُخفض الحرارة ويُترك على نار هادئة لمدة 10 دقائق دون غطاء. يُصب الزبادي في صحن التقديم، ثم تُضاف حبات الشيشبرك المخبوزة وتُزين بخليط الكزبرة المحمرة. يُقدم الطبق مباشرة وهو ساخن.

## أطباق مرتبطة به
تعرفت الشعوب الفنلندية في غرب سيبيريا للطبق من قبل التجار الإيرانيين خلال العصور الوسطى وأطلقوا عليه اسم بيلنان، أي خبز الأذن. تم اعتماده في روسيا في القرن السابع عشر، حيث يشار إلى الطبق باسم بيلميني.
- مانتي هو نوع آخر من الزلابية المشهورة في وسط وغرب آسيا.

## معرض الصور للوصفة

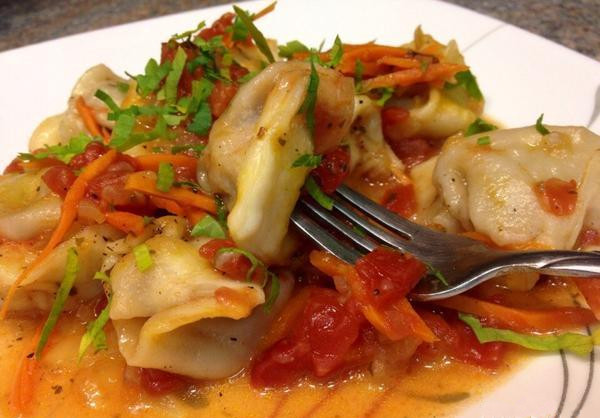
تشوتشفارا الأوزبكية مع صلصة الطماطم والخضروات
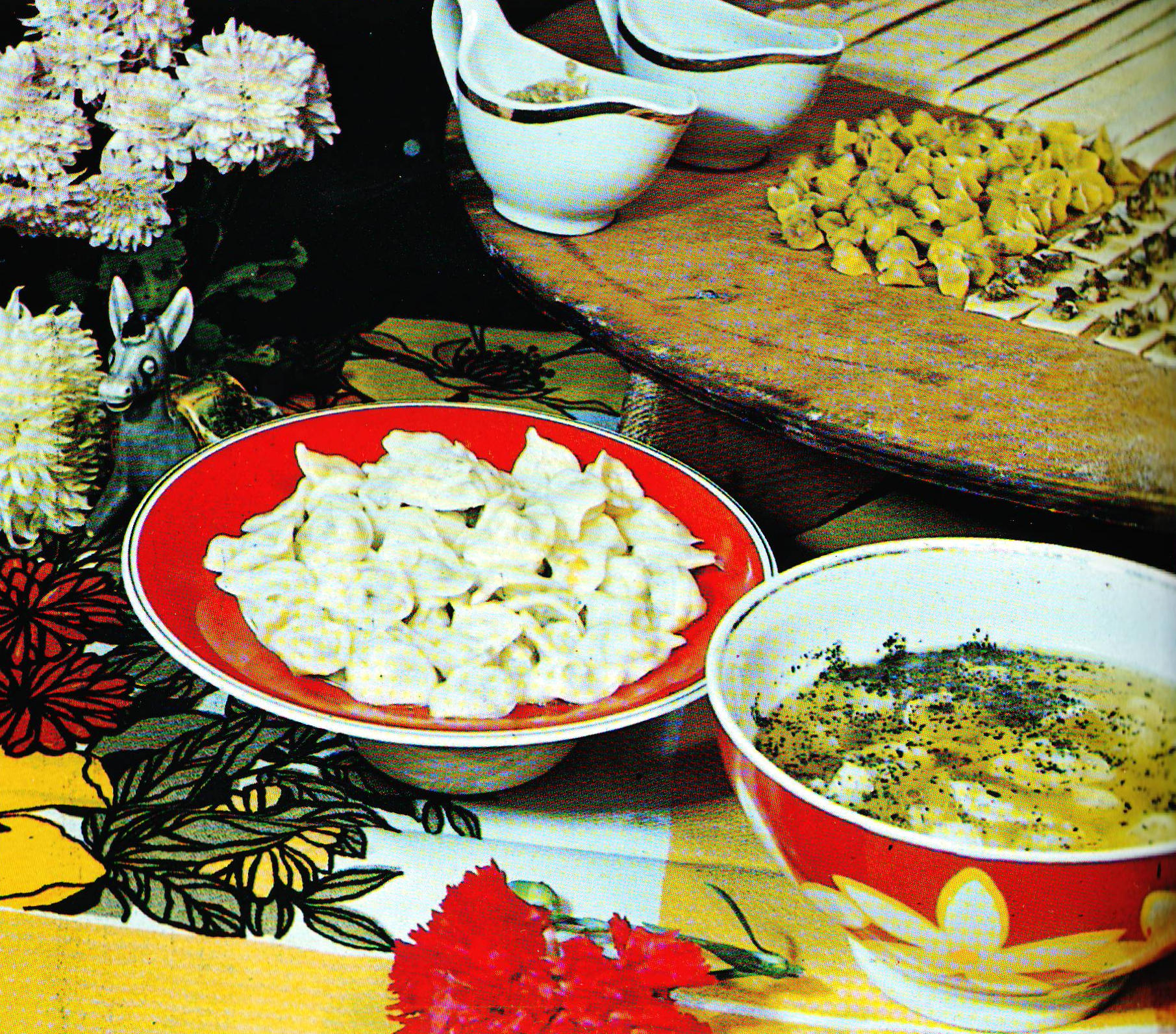
الطبق الأذربيجاني يقدم في المرق
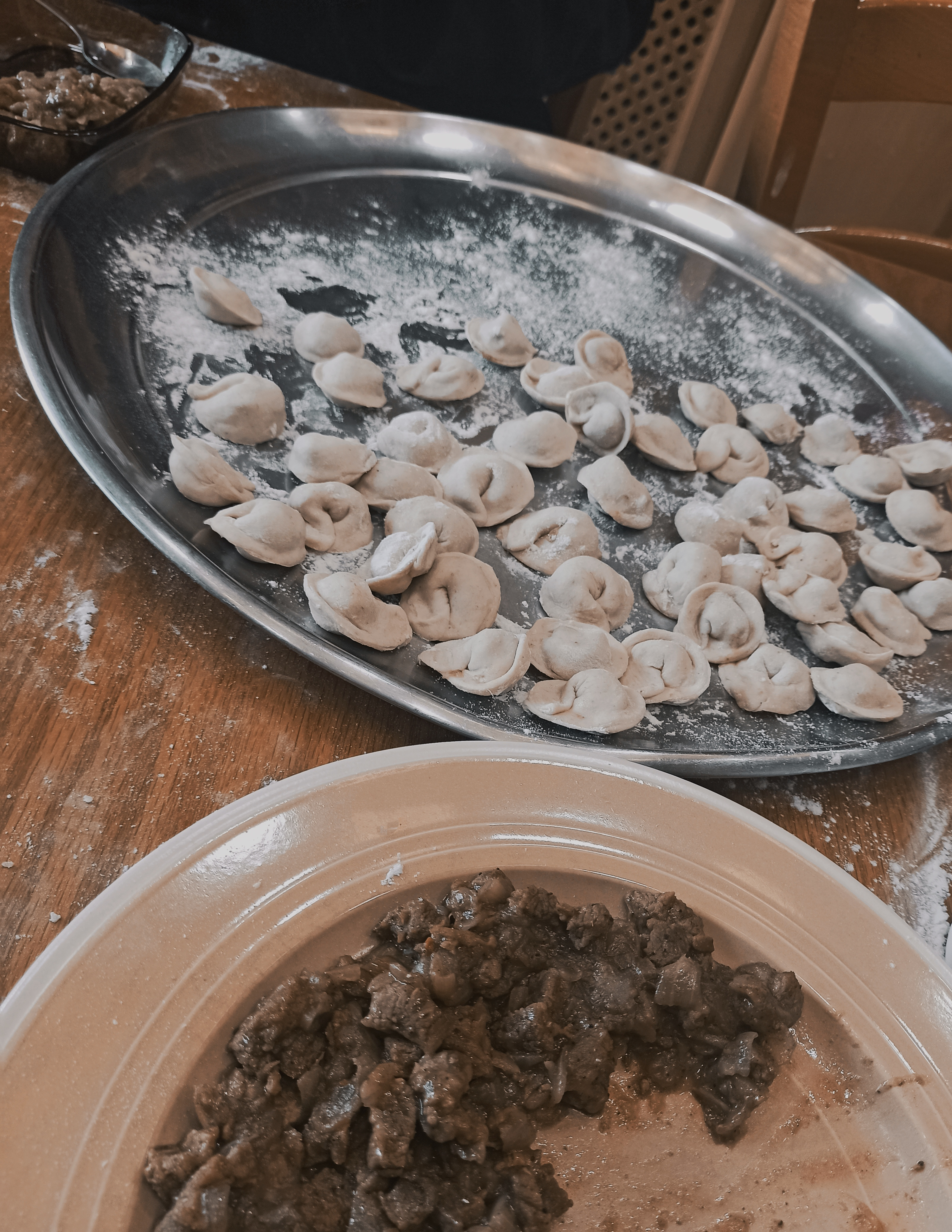